# Trillón
En la escala numérica larga utilizada tradicionalmente en español, y en la mayoría de los países de Europa Continental, un trillón equivale a 1018, esto es, un millón de billones:
| {\displaystyle un\ trill{\acute {o}}n=10^{18}} {\displaystyle un\ trill{\acute {o}}n=(1\,000\,000)^{3}} {\displaystyle un\ trill{\acute {o}}n=1\,000\,000\,000\,000\,000\,000} |

Sin embargo, al igual que «billón» en español no corresponde al billion utilizado en Estados Unidos, «trillón» no debe ser traducido al inglés por trillion (especialmente en Estados Unidos y en algunos otros países), ya que en ellos se utiliza la escala numérica corta y este término se refiere a una cantidad distinta: 1012.
En español nunca existe ambigüedad aunque con frecuencia se producen errores en traducciones poco cuidadosas de textos del inglés estadounidense. La traducción correcta al inglés estadounidense de trillón es quintillion (1018).
En sentido inverso, la traducción correcta del trillion estadounidense al español es billón (1012).
Se representa en el Sistema internacional de unidades con el prefijo Exa. 
En biología y química, aproximadamente 602.214 trillones equivalen al número de Avogadro o mol; número muy utilizado en dichas ciencias.